# Chang-Gu World Trade Center
Chang-Gu World Trade Center, auch Grand 50 Tower (chinesisch 長谷世貿聯合國大樓), ist ein 50-stöckiger Wolkenkratzer im Sanmin Bezirk, Kaohsiung, Taiwan. Der Chang-Gu World Trade Center hat eine strukturelle Höhe von 222 Metern.
Das Gebäude wurde von den Architektenbüros C.Y. Lee & Partners entworfen. Es ist das dritthöchste in Kaohsiung (nach Tuntex Sky Tower und Farglory THE ONE). Die Höhe des Gebäudes beträgt 222 m, die Grundfläche beträgt 83.310 m² und es umfasst 50 oberirdische Stockwerke sowie 5 Untergeschosse. Es wurde Ende 1992 abgeschlossen und wurde das höchste Gebäude in Taiwan. Dieser Titel wurde jedoch nur 6 Monate lang beibehalten, als der Shin Kong Life Tower in Taipeh am 21. Dezember 1993 fertiggestellt wurde. Bis zur Fertigstellung des Tuntex Sky Tower im Jahr 1997 wurde der Titel 5 Jahre lang als höchstes Gebäude in Kaohsiung beibehalten.
Das Gebäude folgt dem Stil einer asiatischen Pagode und hat eine achteckige Basis, um gegen starke Winde stabil zu sein, die typisch für Taiwan sind, da es anfällig für Taifune ist. Während der Testphase des Gebäudes wurde der Druck auf Windgeschwindigkeiten von mehr als 480 km/h getestet. Es wurde auch getestet, um Erdbeben zu widerstehen, die in Taiwan üblich sind.